# Badminton la Jocurile Olimpice de vară din 2024
Probele sportive de badminton la Jocurile Olimpice de vară din 2024 s-au desfășurat în perioada 27 iulie - 5 august 2024 la Paris, Franța. Un total de 172 de sportivi au concurat în cinci probe: simplu masculin, dublu masculin, simplu feminin, dublu feminin și dublu mixt.

## Podium
| Probă                       | Aur                                       | Argint                                    | Bronz                                      |
| Individual masculin Detalii | Viktor Axelsen · Danemarca (DEN)          | Kunlavut Vitidsarn · Thailanda (THA)      | Lee Zii Jia · Malaezia (MAS)               |
| Dublu masculin Detalii      | Taipeiul Chinez · Lee Yang · Wang Chi-lin | China · Liang Weikeng · Wang Chang        | Malaezia · Aaron Chia · Soh Wooi Yik       |
| Individual feminin Detalii  | An Se-young · Coreea de Sud (KOR)         | He Bingjiao · China (CHN)                 | Gregoria Mariska Tunjung · Indonezia (INA) |
| Dublu feminin Detalii       | China · Chen Qingchen · Jia Yifan         | China · Liu Shengshu · Tan Ning           | Japonia · Nami Matsuyama · Chiharu Shida   |
| Dublu mixt Detalii          | China · Zheng Siwei · Huang Yaqiong       | Coreea de Sud · Kim Won-ho · Jeong Na-eun | Japonia · Yuta Watanabe · Arisa Higashino  |